# Розолина Маре (Ровиго)
Розолина Маре је насеље у Италији у округу Ровиго, региону Венето.
Према процени из 2011. у насељу је живело 326 становника. Насеље се налази на надморској висини од 0 м.